# Mala Hrastilnica
Mala Hrastilnica is een plaats in de gemeente Križ in de Kroatische provincie Zagreb. De plaats telt 93 inwoners (2001).